# Liste der Kulturdenkmale in Schöntal
In der Liste der Kulturdenkmale in Schöntal sind unbewegliche Bau- und Kunstdenkmale aller Ortsteile von Schöntal mit den Gemeindeteilen Aschhausen, Berlichingen, Bieringen, Kloster Schöntal, Marlach, Oberkessach, Sindeldorf, Westernhausen und Winzenhofen aufgeführt. Grundlage für diese Liste ist die vom Regierungspräsidium Stuttgart herausgegebene Liste der Bau- und Kunstdenkmale.
Diese Liste ist nicht rechtsverbindlich. Eine rechtsverbindliche Auskunft ist lediglich auf Anfrage bei der Unteren Denkmalschutzbehörde der Gemeinde Schöntal erhältlich.

## Kulturdenkmale der Gemeinde Schöntal

### Aschhausen
| Bild | Bezeichnung | Lage                            | Datierung | Beschreibung | ID |
| ---- | ----------- | ------------------------------- | --------- | ------------ | -- |
|      | Alte Schule | Aschhausen, Kirchweg 9 (Karte)  |           | [ 2 ]        | BW |
|      | Alte Schule | Aschhausen, Kirchweg 11 (Karte) |           | [ 2 ]        | BW |

### Berlichingen
| Bild           | Bezeichnung                                      | Lage                                                        | Datierung                          | Beschreibung | ID |
| -------------- | ------------------------------------------------ | ----------------------------------------------------------- | ---------------------------------- | --- | -- |
|                | Doppelwohnhaus mit Ökonomie Burgrain 9 und 10    | Berlichingen, Burgrain 9 und 10 (Karte)                     | 17./18. Jahrhundert                | Eingeschossiges, giebelständiges Doppelwohnhaus, Prüffall | BW |
|                | Jüdisches Wohnhaus und Gemeinde-Armenhaus        | Berlichingen, Gartenweg 4 und 6 (Karte)                     | Im Kern 17./18. Jahrhundert        | Zweigeschossige, traufständige, aneinander gebaute Gebäude, Prüffall | BW |
|                | Gasthaus Zur Sonne                               | Berlichingen, Hauptstraße 14 (Karte)                        | 18. Jahrhundert (mit älterem Kern) | Zweigeschossiges, giebelständiges Gasthaus Zur Sonne, Prüffall | BW |
|                | Ausleger des Gasthauses zum Schwanen             | Berlichingen, Hauptstraße 30 (Karte)                        | 19. Jahrhundert                    | Blechschild mit der Darstellung eines Schwanes an schmiedeeisernem Auslegerarm. Geschützt nach § 2 DSchG |    |
| Weitere Bilder | Jüdisches Doppelwohnhaus Hauptstraße 39 und 41   | Berlichingen, Hauptstraße 39 und 41 (Karte)                 | bez. 1790                          | Zweigeschossiges, traufständiges Doppelwohnhaus Geschützt nach § 2 DSchG |    |
| Weitere Bilder | Klösterle oder Schwesternhaus                    | Berlichingen, Hauptstraße 43 (Karte)                        | 1749                               | Zweigeschossiges, traufständiges Gebäude mit geschweiften Giebeln, Prüffall |    |
| Weitere Bilder | Rathaus                                          | Berlichingen, Hauptstraße 51 (Karte)                        | 1757                               | Dreigeschossiger, verputzter Massivbau Geschützt nach § 2 DSchG |    |
| Weitere Bilder | Jüdisches Wohn- und Geschäftshaus Hauptstraße 52 | Berlichingen, Hauptstraße 52 (Karte)                        | 18. Jahrhundert                    | Zweigeschossiges Wohngebäude Geschützt nach § 2 DSchG |    |
| Weitere Bilder | Bildstock                                        | Berlichingen, Hauptstraße bei Nr. 55 / Hafnergasse (Karte)  | 1752                               | Darstellung von Gottvater mit Taube und Heiliger Familie. Die Inschrift lautet: „JOHANN THOMAIER GEMAHL VON BERLINGEN VND SEINE HAVSFRAV HABEN DIESES BILT GOTT ZV EHREN AVFRICHTEN LASSEN ANNO 1752“ Geschützt nach § 2 DSchG |    |
|                | Wohnhaus Hauptstraße 64                          | Berlichingen, Hauptstraße 64 (Karte)                        | 1799                               | Zweigeschossiges, traufständiges Wohngebäude, Prüffall | BW |
|                | Wohnhaus Hauptstraße 72                          | Berlichingen, Hauptstraße 72 (Karte)                        | bez. 1793                          | Zweigeschossiges, traufständiges Wohngebäude, Prüffall | BW |
|                | Sachgesamtheit Jagsttalbahn                      | Berlichingen, Industriestraße (Karte)                       | 1899-1901                          | Reste der Gleisanlagen und der ehemaligen Bahntrasse Geschützt nach § 2 DSchG |    |
|                | Stationshäuschen                                 | Berlichingen, Industriestraße 16 und 18 (Karte)             |                                    | Traufständiges, langgestrecktes Stationshäusche Geschützt nach § 2 DSchG |    |
| Weitere Bilder | Pfarrhaus                                        | Berlichingen, Marktplatz 1 (Karte)                          | bez. 1674                          | Zweigeschossiges, giebelständiges Pfarrhaus Geschützt nach § 28 DSchG |    |
| Weitere Bilder | Katholische Pfarrkirche St. Sebastian            | Berlichingen, Marktplatz 2 (Karte)                          | 1629                               | Die Kirche bildet mit dem bis 1812 genutzten Kirchhof und dem Gefallenendenkmal von 1923 eine Sachgesamtheit. Kulturdenkmal gemäß § 2 DSchG bzw. § 28 (Turm) Geschützt nach § 2 DSchG                                          |    |
| Weitere Bilder | Gasthaus Zum Hirsch mit Ökonomie                 | Berlichingen, Schlossgasse 1, 3 (Karte)                     | 1801                               | Zweigeschossiges, zur Schlossgasse hin traufständiges Gasthaus Zum Hirsch, Prüffall |    |
| Weitere Bilder | Burg mit Ökonomie                                | Berlichingen, Tränkweg 7, 7a (Karte)                        | Anfang 17. Jahrhundert             | Dreigeschossiger, massiver Wohnturm Geschützt nach § 28 DSchG |    |
|                | Jüdisches Wohnhaus Tränkweg 10                   | Berlichingen, Tränkweg 10 (Karte)                           | 1730                               | Zweigeschossiges, traufständiges Wohnhaus Geschützt nach § 2 DSchG | BW |
|                | Wohnhaus Burgrain 3                              | Berlichingen, Burgrain 3 (Karte)                            | Im Kern 17./18. Jahrhundert        | Kleines, eingeschossiges, traufständiges Wohnhaus, Erhaltenswertes Gebäude | BW |
|                | Wohnhaus, Burgrain 4                             | Berlichingen, Burgrain 4 (Karte)                            | 18./19. Jahrhundert                | Zweigeschossiges, traufständiges Wohnhaus, Erhaltenswertes Gebäude | BW |
|                | Wohnhaus, Burgrain 7                             | Berlichingen, Burgrain 7                                    | Im Kern 17./18. Jahrhundert        | Eingeschossiges, giebelständiges Wohnhaus, Erhaltenswertes Gebäude |    |
|                | Wohnhaus, Hafnergasse 28                         | Berlichingen, Hafnergasse 28 (Karte)                        | 1824                               | Erhaltenswertes Gebäude Geschützt nach §§ Zweigeschossiges, giebelständiges Wohngebäude DSchG | BW |
|                | Wohn- und Geschäftshaus, Hafnergasse 29          | Berlichingen, Hafnergasse 29 (Karte)                        | Anfang 20. Jahrhundert             | Stattliches, zweigeschossiges, traufständiges Wohn- und Geschäftshaus, Erhaltenswertes Gebäude | BW |
|                | Wohn- und Geschäftshaus Hauptstraße 35           | Berlichingen, Hauptstraße 35 (Karte)                        | Im Kern 18. Jahrhundert            | Zweieinhalbgeschossiges, traufständiges Wohn- und Geschäftshaus, Erhaltenswertes Gebäude | BW |
| Weitere Bilder | Altes Schulhaus                                  | Berlichingen, Hauptstraße 45 (Karte)                        | 18. Jahrhundert mit älterem Kern   | Altes Schulhaus, Erhaltenswertes Gebäude |    |
|                | Wohnhaus Industriestraße 4                       | Berlichingen, Industriestraße 4 (Karte)                     | Im Kern 17./18. Jahrhundert        | Dreigeschossiges, traufständiges Wohnhaus, Erhaltenswertes Gebäude | BW |
|                | Wohnhaus Industriestraße 5                       | Berlichingen, Industriestraße 5 (Karte)                     | 18./19. Jahrhundert                | Zweigeschossiges, giebelständiges Wohngebäude, Erhaltenswertes Gebäude | BW |
|                | Wohnhaus mit Ökonomie Kanalweg 4                 | Berlichingen, Kanalweg 4 (Karte)                            | 18. Jahrhundert                    | Zweigeschossiges, traufständiges Quereinhaus, Erhaltenswertes Gebäude | BW |
|                | Wohnhaus Marktplatz 5                            | Berlichingen, Marktplatz 5 (Karte)                          | 18./19. Jahrhundert                | Zweigeschossiges, giebelständiges Wohnhaus, Erhaltenswertes Gebäude | BW |
|                | Mühle                                            | Berlichingen, Mühlgasse 10 (Karte)                          | 1945–47                            | Dreigeschossige, giebelständige Mühle, Erhaltenswertes Gebäude | BW |
|                | Mühlkanal                                        | Berlichingen, Mühlkanal (Flstnr. 154) (Karte)               | 13. Jahrhundert                    | Mühlkanal samt Mühlenwehr in der Jagst, Erhaltenswertes Gebäude |    |
|                | Schlossgasse mit Verlängerung Alte Schulgasse    | Berlichingen, Schlossgasse mit Verlängerung Alte Schulgasse |                                    | Erhaltenswerte Straße |    |
|                | Wohnhaus Schöntaler Weg 16                       | Berlichingen, Schöntaler Weg 16 (Karte)                     | 19. Jahrhundert                    | Eingeschossiger, traufständiger, verputzter Massivbau, Erhaltenswertes Gebäude | BW |
|                | Wohnhaus Schöntaler Weg 20                       | Berlichingen, Schöntaler Weg 20 (Karte)                     | 18./19. Jahrhundert                | Erhaltenswertes Gebäude | BW |
|                | Wohnhaus Schöntaler Weg 25                       | Berlichingen, Schöntaler Weg 25 (Karte)                     | 18./19. Jahrhundert                | Zweigeschossiges, traufständiges Quereinhaus, Erhaltenswertes Gebäude | BW |
|                | Tränkweg mit Verlängerung zum Marktplatz         | Berlichingen, Tränkweg mit Verlängerung zum Marktplatz      |                                    | Erhaltenswerte Straße |    |
|                | Wohnhaus Ziegeleistraße 1                        | Berlichingen, Ziegeleistraße 1 (Karte)                      | 18./19. Jahrhundert                | Erhaltenswertes Gebäude | BW |
| Weitere Bilder | Jüdischer Friedhof                               | Berlichingen, Außerhalb des Ortes (Karte)                   | 18./19. Jahrhundert                | Erhaltenswertes Gebäude |    |

### Bieringen
| Bild           | Bezeichnung             | Lage                                  | Datierung     | Beschreibung                             | ID |
| -------------- | ----------------------- | ------------------------------------- | ------------- | ---------------------------------------- | -- |
|                | Alte Schule             | Bieringen, Max-Eyth-Straße 23 (Karte) |               | [ 2 ]                                    | BW |
| Weitere Bilder | St. Kilian              | Bieringen, Schloßstraße (Karte)       | 1722          |                                          |    |
| Weitere Bilder | Wasserschloss Bieringen | Bieringen, Schloßstraße (Karte)       | 1736 und 1737 | Wasserschloss Bieringen, jetzt Pfarrhaus |    |

### Kloster Schöntal
| Bild           | Bezeichnung                 | Lage                                       | Datierung | Beschreibung                                | ID |
| -------------- | --------------------------- | ------------------------------------------ | --------- | ------------------------------------------- | -- |
| Weitere Bilder | Zisterzienserabtei Schöntal | Kloster Schöntal, Klosterhof (Karte)       | 1157      | Zisterzienserabtei Schöntal, 1157 errichtet |    |
|                | Alte Schule                 | Kloster Schöntal, Großer Garten 12 (Karte) |           | [ 2 ]                                       | BW |

### Marlach
| Bild | Bezeichnung                               | Lage                            | Datierung | Beschreibung | ID |
| ---- | ----------------------------------------- | ------------------------------- | --------- | ------------ | -- |
|      | Alte Schule, Ortschaftsverwaltung Marlach | Marlach, Obere Straße 9 (Karte) |           | [ 2 ]        | BW |

### Oberkessach
| Bild           | Bezeichnung                                                      | Lage                                                  | Datierung                          | Beschreibung | ID |
| -------------- | ---------------------------------------------------------------- | ----------------------------------------------------- | ---------------------------------- | --- | -- |
|                | Bildstock Angelweg (vor Haus Nr. 1)                              | Oberkessach, Angelweg (vor Haus Nr. 1) (Karte)        | Zweite Hälfte des 19. Jahrhunderts | Die Reliefbilder zeigen den heiligen Georg und eine Kreuzigungsgruppe Geschützt nach § 2 DSchG | BW |
|                | Wegkreuz Bieringer Straße                                        | Oberkessach, Bieringer Straße (Flstnr. 2245)          | Erste Hälfte 20. Jahrhunderts      | Geschützt nach § 2 DSchG |    |
|                | Bildstock Heidestraße 1                                          | Oberkessach, Heidestraße 1                            | 1916                               | Denkmal für die Gefallenen des 1.Weltkriegs Geschützt nach § 2 DSchG |    |
| Weitere Bilder | Barnholz-Kapelle mit Kreuzwegstationen und Baumallee             | Oberkessach, Kapellenweg (Karte)                      | 1923–24                            | Die Barnholz-Kapelle mit Kreuzwegstationen und Baumallee wurde anstelle eines historischen Weges angelegt. Im Inneren der Kapelle befindet sich ein Denkmal für die Gefallenen der beiden Weltkriege. Die Farbfenster und die Wandmalerei ist signiert und datiert Gastl 1983. Die Anlage steht als Sachgesamtheit unter Schutz. Geschützt nach § 2 DSchG |    |
|                | Bildstock Kirchgasse (vor Haus Nr. 1)                            | Oberkessach, Kirchgasse (vor Haus Nr. 1) (Karte)      | 1634                               | Reliefbild der Dreifaltigkeit mit Maria, so genannte Pestsäule. | BW |
|                | Bildstock Kirchgasse (vor Haus Nr. 4)                            | Oberkessach, Kirchgasse (vor Haus Nr. 4) (Karte)      | 18. Jahrhundert                    | Reliefbild der Madonna | BW |
|                | Katholisches Pfarrhaus                                           | Oberkessach, Kirchgasse 7 (Karte)                     | 1609–10                            | Das in Zierfachwerk mit Fenstererker erbaute Pfarrhaus steht mit Hofmauer und Torpfeilern unter Schutz. Geschützt nach § 2 DSchG | BW |
|                | Katholische Kirche St. Johannes Baptist                          | Oberkessach, Kirchgasse 9 (Karte)                     | im Kern 1536                       | Die Kirche steht als Sachgesamtheit mit Kirchhof (1776 eingeweiht) und historischen Grabmalen (u.a. von Zartmann) bzw. Friedhofskreuz unter Schutz. Geschützt nach § 2 DSchG | BW |
|                | Lourdes-Grotte mit umgebender Grünanlage                         | Oberkessach, Lourdesweg (Flstnr. 1094)                | Anfang 20. Jahrhundert             | Geschützt nach § 2 DSchG |    |
|                | Altes Schulhaus und Rathaus                                      | Oberkessach, Rathausstraße 4 (Karte)                  | 1820–22                            | Geschützt nach § 2 DSchG | BW |
|                | Hausmadonna                                                      | Oberkessach, Rossacher Straße 30 (Karte)              | Mitte 18. Jahrhundert              | Geschützt nach § 2 DSchG | BW |
|                | Gasthaus Hirsch                                                  | Oberkessach, Unterkessacher Straße 24 (Karte)         | 1799                               | Geschützt nach § 2 DSchG | BW |
|                | Untere Mühle                                                     | Oberkessach, Auweg 14 (Karte)                         | im Kern 1. Hälfte 18. Jahrhundert  | Prüffall Geschützt nach §§ Untere Mühle mit Triebwerkskanal und Stallscheuer als Sachgesamtheit DSchG | BW |
|                | Neues Schulhaus                                                  | Oberkessach, Rathausstraße 2 (Karte)                  | 1886                               | Prüffall | BW |
|                | Gasthaus Adler                                                   | Oberkessach, Rossacher Straße 44 (Karte)              | 1832                               | Prüffall | BW |
|                | Wohnstallhaus Gramling                                           | Oberkessach, Unterkessacher Straße 12 (Karte)         | im Kern 18. Jahrhundert            | Prüffall | BW |
|                | Verputztes Fachwerkhaus mit Fachwerkscheune Bieringer Straße 7–9 | Oberkessach, Bieringer Straße 7–9 (Karte)             | 19. Jahrhundert                    | Erhaltenswertes Gebäude | BW |
|                | Wohnhäuser und Scheunen Bieringer Straße 24–26                   | Oberkessach, Bieringer Straße 24–26 (Karte)           | 19. Jahrhundert                    | Erhaltenswertes Gebäude | BW |
|                | Straßenpfosten                                                   | Oberkessach, Kaiserstraße                             | 19. Jahrhundert                    | Historische Straßenrandbegrenzung, Erhaltenswerte Bauteile |    |
|                | Kleinhäuser Kaiserstraße 8–10                                    | Oberkessach, Kaiserstraße 8–10 (Karte)                | 19. Jahrhundert                    | Erhaltenswertes Gebäude | BW |
|                | Mühlkanal                                                        | Oberkessach, Mühlkanal (Karte)                        |                                    | Erhaltenswertes Gewässer | BW |
|                | Fachwerkwohnhaus Rossacher Straße 15 mit Fachwerkscheune         | Oberkessach, Rossacher Straße 15 (Karte)              | 20. Jahrhundert                    | Erhaltenswertes Gebäude | BW |
|                | Hofraum Rossacher Straße 40–42                                   | Oberkessach, Rossacher Straße 40–42 (Karte)           |                                    | Erhaltenswertes Gebäude | BW |
|                | Wohnhaus Schneidergasse 6                                        | Oberkessach, Schneidergasse 6 (Karte)                 | Spätes 19. Jahrhundert             | Erhaltenswertes Gebäude | BW |
|                | Gebäude Unterkessacher Straße 21                                 | Oberkessach, Unterkessacher Straße 21 (Karte)         |                                    | Erhaltenswertes Gebäude | BW |
|                | Hofanlage Unterkessacher Straße 26–28                            | Oberkessach, Unterkessacher Straße 26–28 (Karte)      |                                    | Erhaltenswertes Gebäude | BW |
| Weitere Bilder | Bildstock Aschhäuser Weg                                         | Oberkessach, Außerhalb des Ortes an der K2325 (Karte) | Ende des 18. Jahrhunderts          | |    |
|                | Bildstock Bieringer Weg                                          | Oberkessach, Außerhalb des Ortes an der L1046 (Karte) | 1852                               | |    |

### Rossach
| Bild           | Bezeichnung     | Lage                        | Datierung | Beschreibung | ID |
| -------------- | --------------- | --------------------------- | --------- | ------------ | -- |
|                | Alte Schule     | Rossach, Rossach 14 (Karte) |           | [ 2 ]        | BW |
| Weitere Bilder | Schloss Rossach | Rossach, Rossach 36 (Karte) | 1540      |              |    |

### Sindeldorf
| Bild           | Bezeichnung | Lage                                              | Datierung | Beschreibung | ID |
| -------------- | ----------- | ------------------------------------------------- | --------- | ------------ | -- |
|                | Alte Schule | Sindeldorf, Am Ring 2 (Karte)                     |           | [ 2 ]        | BW |
| Weitere Bilder | Bildstock   | Sindeldorf, Marlacher Straße/Ecke Am Ring (Karte) | 1625      |              |    |

### Westernhausen
| Bild | Bezeichnung                                     | Lage                                | Datierung | Beschreibung | ID |
| ---- | ----------------------------------------------- | ----------------------------------- | --------- | ------------ | -- |
|      | Alte Schule, Ortschaftsverwaltung Westernhausen | Westernhausen, Rathausweg 4 (Karte) |           | [ 2 ]        | BW |

### Winzenhofen
| Bild | Bezeichnung                                    | Lage                                                                          | Datierung                 | Beschreibung                                                               | ID |
| ---- | ---------------------------------------------- | ----------------------------------------------------------------------------- | ------------------------- | -------------------------------------------------------------------------- | -- |
|      | Scheune Aschhäuser Straße 2                    | Winzenhofen, Aschhäuser Straße 2                                              | 18./19. Jahrhundert       | erhaltenswertes historisches Gebäude                                       |    |
|      | Wohnhaus mit Scheune Aschhäuser Straße 3       | Winzenhofen, Aschhäuser Straße 3 (Karte)                                      | 1931                      | erhaltenswertes historisches Gebäude                                       | BW |
|      | Scheune Aschhäuser Straße 7                    | Winzenhofen, Aschhäuser Straße 7 (Karte)                                      | 18./19. Jahrhundert       | erhaltenswertes historisches Gebäude                                       | BW |
|      | ehemalige Bachmühle                            | Winzenhofen, Aschhäuser Straße 10 (Karte)                                     | 1792                      | erhaltenswertes historisches Gebäude                                       | BW |
|      | Wegekreuz Aschhäuser Straße bei 10             | Winzenhofen, Aschhäuser Straße bei 10 (Karte)                                 | 1815                      | Geschützt nach § 2 DSchG                                                   | BW |
|      | Scheunen Aschhäuser Straße 11                  | Winzenhofen, Aschhäuser Straße 11 (Karte)                                     | 18./19. Jahrhundert       | erhaltenswerte historisches Gebäude                                        | BW |
|      | Wegekreuz Aschhäuser Straße / Gewann Kirchberg | Winzenhofen, Aschhäuser Straße / Gewann Kirchberg (Karte)                     | 1897                      | Geschützt nach § 2 DSchG                                                   | BW |
|      | Kilometerstein                                 | Winzenhofen, Jagsttalstraße Flstnr. 103                                       | 19. Jahrhundert           | Inschriften: „Krautheim 5,5 km -Möckmühl 24,5 km“ Geschützt nach § 2 DSchG |    |
|      | Friedhofskapelle und Gefallenendenkmal         | Winzenhofen, Jagsttalstraße 4 (Karte)                                         | 1747                      | Geschützt nach § 2 DSchG                                                   | BW |
|      | Wohnhaus Jagsttalstraße 8                      | Winzenhofen, Jagsttalstraße 8 (Karte)                                         | 19. Jahrhundert           | erhaltenswertes historisches Gebäude                                       | BW |
|      | Rat- und Schulhaus                             | Winzenhofen, Jagsttalstraße 16 (Karte)                                        | 1871                      | Geschützt nach § 2 DSchG                                                   | BW |
|      | Küferei                                        | Winzenhofen, Jagsttalstraße 25 (Karte)                                        | Ende 19. Jahrhundert      | Prüffall                                                                   | BW |
|      | Bildstock Jagsttalstraße bei 35                | Winzenhofen, Jagsttalstraße bei 35 (Karte)                                    | 2. Hälfte 19. Jahrhundert | Geschützt nach § 2 DSchG                                                   | BW |
|      | Nebengebäude Jagsttalstraße 39                 | Winzenhofen, Jagsttalstraße 39 (Karte)                                        | 19. Jahrhundert           | erhaltenswertes historisches Gebäude                                       | BW |
|      | Scheune Jagsttalstraße 55                      | Winzenhofen, Jagsttalstraße 55 (Karte)                                        | 19. Jahrhundert           | erhaltenswertes historisches Gebäude                                       | BW |
|      | Wohnhaus Kirchenstraße 1                       | Winzenhofen, Kirchenstraße 1 (Karte)                                          | 1905                      | erhaltenswertes historisches Gebäude                                       | BW |
|      | Katholische Pfarrkirche                        | Winzenhofen, Kirchenstraße 2 (Karte)                                          | 1349                      | Geschützt nach § 2 DSchG                                                   | BW |
|      | Kirchhof                                       | Winzenhofen, Kirchenstraße bei 2 (Karte)                                      |                           | erhaltenswerte historische Grünfläche                                      | BW |
|      | Wohnhaus Kirchenstraße 3                       | Winzenhofen, Kirchenstraße 3 (Karte)                                          | 1872                      | erhaltenswertes historisches Gebäude                                       | BW |
|      | Katholisches Pfarrhaus                         | Winzenhofen, Kirchenstraße 4 (Karte)                                          | 1624                      | Geschützt nach § 2 DSchG                                                   | BW |
|      | Scheune Kirchenstraße 7                        | Winzenhofen, Kirchenstraße 7 (Karte)                                          | 19./20. Jahrhundert       | erhaltenswertes historisches Gebäude                                       | BW |
|      | Scheune Kirchenstraße 8                        | Winzenhofen, Kirchenstraße 8 (Karte)                                          | 18./19. Jahrhundert       | erhaltenswertes historisches Gebäude                                       | BW |
|      | Wohnhaus und Scheune Kirchenstraße 10          | Winzenhofen, Kirchenstraße 10 (Karte)                                         | 19./20. Jahrhundert       | erhaltenswertes historisches Gebäude                                       | BW |
|      | Wohnhaus und Scheune Kirchenstraße 14          | Winzenhofen, Kirchenstraße 14 (Karte)                                         | 19./20. Jahrhundert       | erhaltenswertes historisches Gebäude                                       | BW |
|      | Scheune Kirchenstraße 17                       | Winzenhofen, Kirchenstraße 17 (Karte)                                         | 17./18. Jahrhundert       | erhaltenswertes historisches Gebäude                                       | BW |
|      | Wohnhaus und Scheune Kirchenstraße 18          | Winzenhofen, Kirchenstraße 18 (Karte)                                         | 17./18. Jahrhundert       | erhaltenswertes historisches Gebäude                                       | BW |
|      | Pumpstation                                    | Winzenhofen, Kirchenstraße 22 (Karte)                                         | 1929                      | Geschützt nach § 2 DSchG                                                   | BW |
|      | Wegkreuz Kirchenstraße                         | Winzenhofen, Kirchenstraße Flstnr. 46                                         | 1891                      | Geschützt nach § 2 DSchG                                                   |    |
|      | Scheuen Kufenweg 1                             | Winzenhofen, Kufenweg 1 (und Einmündungsbereich in Aschhäuser Straße) (Karte) | 18./19. Jahrhundert       | erhaltenswerte historische Gebäude                                         | BW |
|      | Jagsttalbahn                                   | Winzenhofen, Außerhalb des Ortes (Karte)                                      | 1899-1901                 | Geschützt nach § 2 DSchG                                                   | BW |